# 62
62 (LXII) var ett normalår som började en fredag i den julianska kalendern.

## Händelser

### Okänt datum
- Efter Burrus död och skändandet av Seneca blir Nero, fri från deras inflytande, en storhetsvansinnig konstnär, fascinerad av hellenism och Orienten.
- Gaius Ofonius Tigellinus blir Neros rådgivare och från och med nu kommer denne att starkt missbruka sin maktställning.
- En kraftig jordbävning i Kampanien skadar städer i Kalabrien inklusive Pompeji.
- Romarna, under Lucius Caesennius Paetus, besegras av partiska och armeniska styrkor under kung Tiridates av Parterriket i slaget vid Rhandeia.
- En våldsam storm förstör 200 fartyg i hamnen Ostia.
- Paulus fängslas i Rom (omkring detta år).
- Lucanus skriver ett historiskt verk om konflikten mellan Julius Caesar och Pompejus.

## Avlidna
- 8 juni – Octavia, kejsar Neros första hustru (möjligen avrättad)
- Jakob, en av Jesu lärjungar
- Aulus Persius Flaccus, romersk poet
- Gaius Rubellius Plautus, syssling till Nero (avrättad)
- Lucius Caecilius Iucundus, bankir i Pompeji
- Sextus Afranius Burrus, praefectus preatorianus och god vän till Neros lärare Seneca d.y.